# Maurus Corker

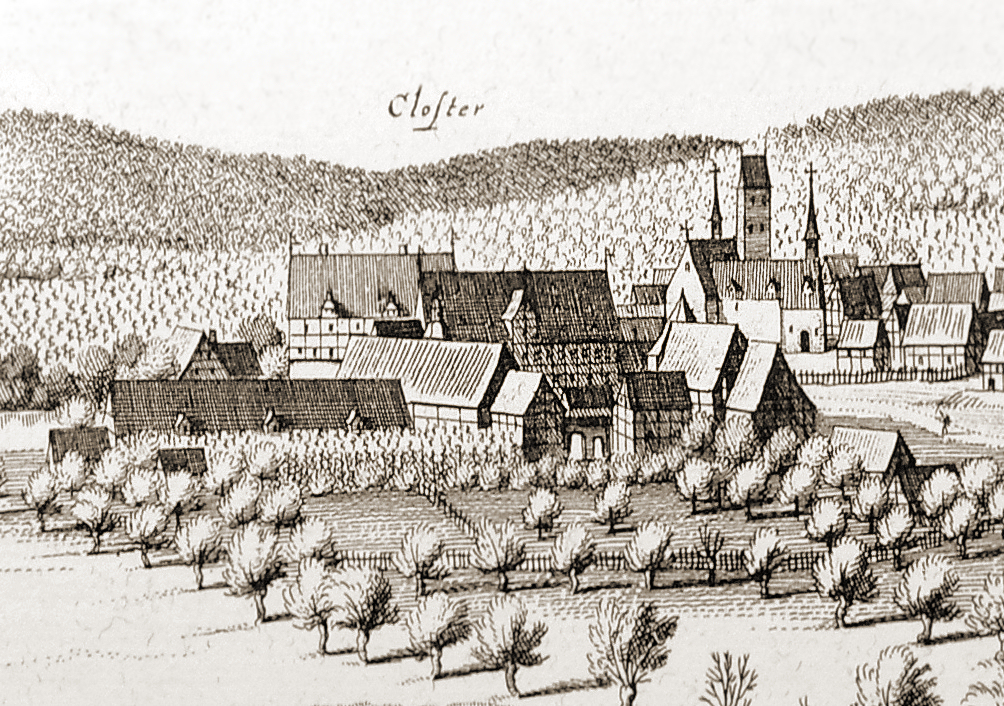
Merian-Stich von Kloster Lamspringe um 1654

Maurus Corker OSB (* 1636 in der Grafschaft Yorkshire als James Corker; † 22. Dezember 1715 in Paddington (London)) war ein englischer Benediktiner, Glaubensverfolgter, Freund Oliver Plunketts und Abt des Klosters Lamspringe.

## Leben
James Corker nahm nach seinem Eintritt in den Benediktinerorden den Ordensnamen Maurus an. Er erlebte die Katholikenrepression in England und wich in das englische Exilkloster in Lamspringe aus. Dort legte er am 23. April 1656 die Ordensgelübde ab. 1665 wurde er als Missionar in die Heimat gesandt. Er gehörte zu den von Titus Oates der Papisten-Verschwörung Beschuldigten und wurde in Newgate inhaftiert. Von der Anklage des Hochverrats wurde er am 16. Juli 1679 freigesprochen, jedoch als im Ausland geweihter römisch-katholischer Priester am 17. Januar 1680 zum Tod verurteilt. Einflussreiche Fürsprecher erwirkten einen Vollstreckungsaufschub. In dieser Zeit soll er eine große Zahl von Protestanten zum katholischen Glauben bekehrt haben.

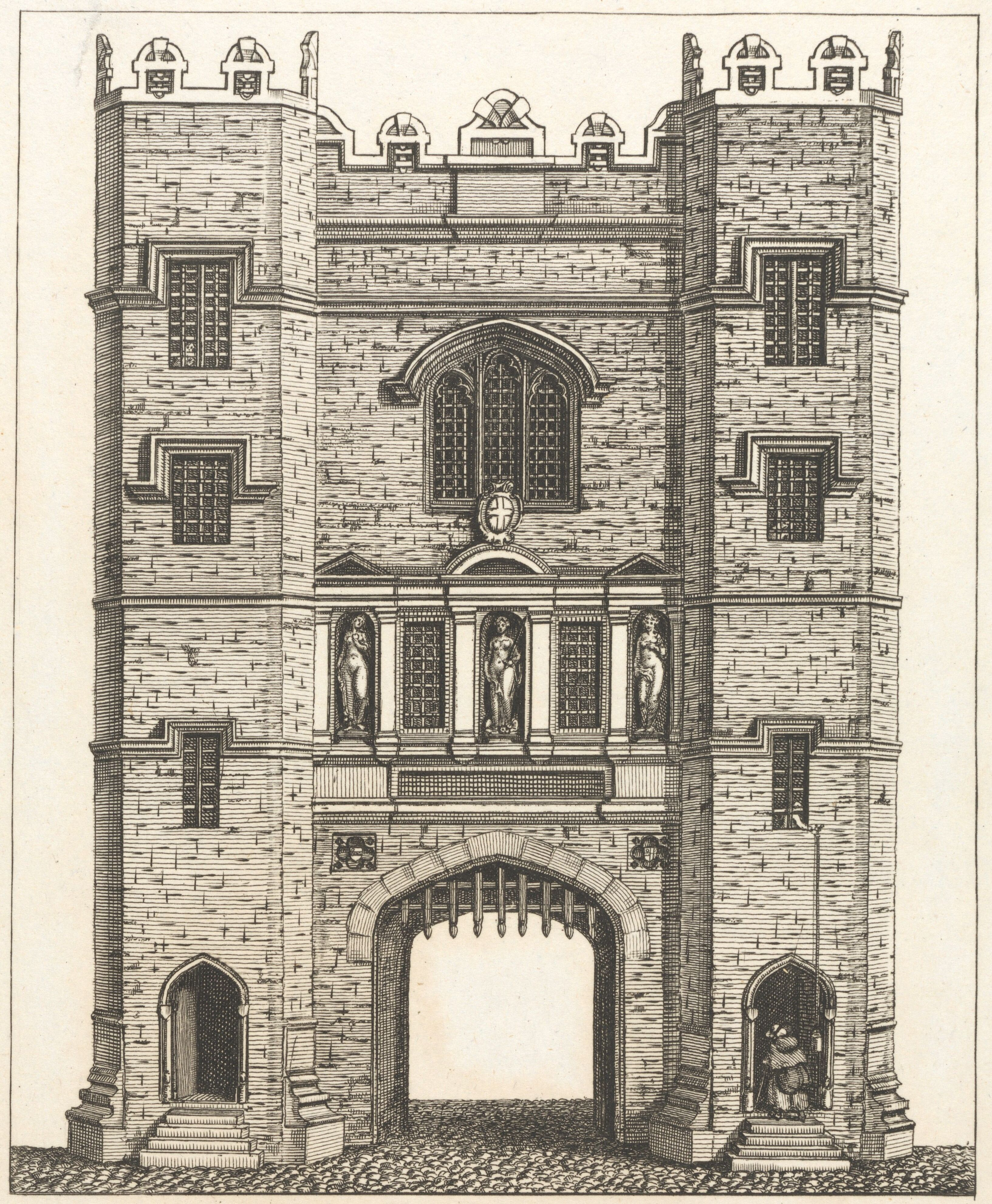
Newgate-Gefängnis (17. Jahrhundert)

In der Haft schloss er Freundschaft mit dem mitgefangenen Erzbischof von Armagh Oliver Plunkett und begleitete ihn seelsorgerisch bis zu dessen Martyrium in Tyburn am 15. Juni 1681. Zwischen Corker und Plunkett ist ein bemerkenswerter Briefwechsel erhalten. 1683 ließ Corker Plunketts sterbliche Überreste exhumieren und heimlich nach Lamspringe bringen. Nach der Thronbesteigung Jakobs II. 1685 wurde Corker aus der Haft entlassen. Er blieb am Hof als Gesandter des Kurfürsten und Erzbischofs von Köln. 1687 gründete er ein kleines Kloster in Clerkenwell, das im Jahr darauf während der Glorious Revolution zerstört wurde.
Corker musste England erneut verlassen. 1691 erhielt er den Titel eines Abts von Cismar, 1693 wurde er Abt von Lamspringe. 1696 kehrte er nach England zurück, um seine Missionstätigkeit fortzusetzen und die „Papisten-Verschwörung“ publizistisch zu widerlegen.